# Haus Rüdinghausen
Das Haus Rüdinghausen war eine Burg und ein Adelssitz im Wittener Stadtteil Rüdinghausen. Die Grundmauern der Burg sind als Bodendenkmal erhalten geblieben. Das Gelände befindet sich in Privatbesitz.
Im 13. Jahrhundert wird die Burg Rüdinghausen erstmals in den Werdener Urbaren urkundlich erwähnt. Es ist wahrscheinlich, dass der Rittersitz zu dieser Zeit schon eine Weile bestand und ursprünglich einer Familie "von Witten zu Rüdinghausen" gehörte. Die Ritter von Witten zu Rüdinghausen waren dem Grafen von der Mark untertan und nahmen mit ihm an der Großen Dortmunder Fehde teil. Die Dortmunder zogen daraufhin in das Wittener Gebiet, zerstörten das dortige Gut und brandschatzten das Dorf Annen.
Mit Erlaubnis des Erzbischofs Heinrich I. von Köln und des Pfarrers von St. Reinoldi in Dortmund gründete Gert von Witten zu Rüdinghausen im Jahre 1326 eine Kapelle in Rüdinghausen und übernahm dort auch das Patronat.
Nach 1400 kam es zu Erbfolgestreitigkeiten und einer weiteren Fehde, in dessen Nachgang die Herren von Neheim gen. Dütscher Besitzer des Hauses wurden. In Folge verkleinerten sich die Besitztümer von Haus Rüdinghausen. 1586 wurde das Haus im Truchsessischen Krieg von spanischen Truppen unter einem Oberst namens La Barlotte erobert und niedergebrannt. 
Das Haus wurde anschließend neuerrichtet und hatte nach dem Dreißigjährigen Krieg verschiedene Besitzer. Der letzte nachweisliche Herr von Haus Rüdinghausen war Ludolf von Winsheim. Da dieser kinderlos blieb, fiel Haus Rüdinghausen durch Testament 1770 an die Familie von Romberg, welche bis 1935 Eigentümer blieb. 